# Баниге, Владимир Сергеевич
Владимир Сергеевич Ба́ниге (11 (24) февраля 1905, Санкт-Петербург — 28 мая 1973) — советский архитектор-реставратор.

## Биография
Родился в Санкт-Петербурге в 1905 году. Сын архитектора, гражданского инженера, специалиста по отоплению и вентиляции Сергея Владимировича Баниге. В 1930 году окончил Ленинградский институт гражданских инженеров. Одновременно учился в Ленинградской консерватории по классу фортепиано.
Работал в различных проектных организациях Ленинграда. В 1936—1941 годах руководил архитектурно-художественной мастерской «Ленизо». Занимался изучением памятников древнерусского зодчества, народной архитектуры Русского Севера. В 1941—1943 годах в осаждённом Ленинграде работал главным инженером Аварийно-восстановительных мастерских. В 1943 году по доносу был арестован и осуждён на 10 лет. Заключение отбывал в спецтюрьмах Ленинграда и Москвы, выполняя архитектурно-инженерные работы.
С 1953 года архитектор Ростовского реставрационного участка Ярославских специальных научно-реставрационных производственных мастерских. Под его руководством после урагана августа 1953 года восстановлены Успенский собор, звонница, стены и башни кремля, Белая палата и другие здания Ростовского кремля. Воссоздал наполовину разобранную Красную палату.
Кандидат искусствоведения (1964).
В 1964 году поступил на должность главного архитектора Вологодских реставрационных мастерских. По его проекту восстановлено среди прочих древнейшее здание города — Софийский собор. Под его руководством выпрямили и укрепили падавшие стены Вологодского архиерейского дома.
Последние годы жизни В. С. Баниге работал в Ленинграде, руководя архитектурно-реставрационной мастерской в ленинградском филиале института Гипротеатр. Можно отметить работу по воссозданию дворцово-паркового ансамбля Марли в Нижнем парке Петергофа.
В. С. Баниге — автор нескольких печатных работ, посвящённых истории и архитектурно-художественным памятникам Ростова и Вологды.
Скончался в мае 1973 года, похоронен на Северном кладбище Санкт-Петербурга: 31-й Хвойный участок, 26-й ряд (последний, вдоль дороги), могила N 20, памятник-стела из красного гранита с эпитафиями и фото на эмали. Вместе с В. С. Баниге похоронена его сестра (?) Баниге Наталья Сергеевна (1910—1978).

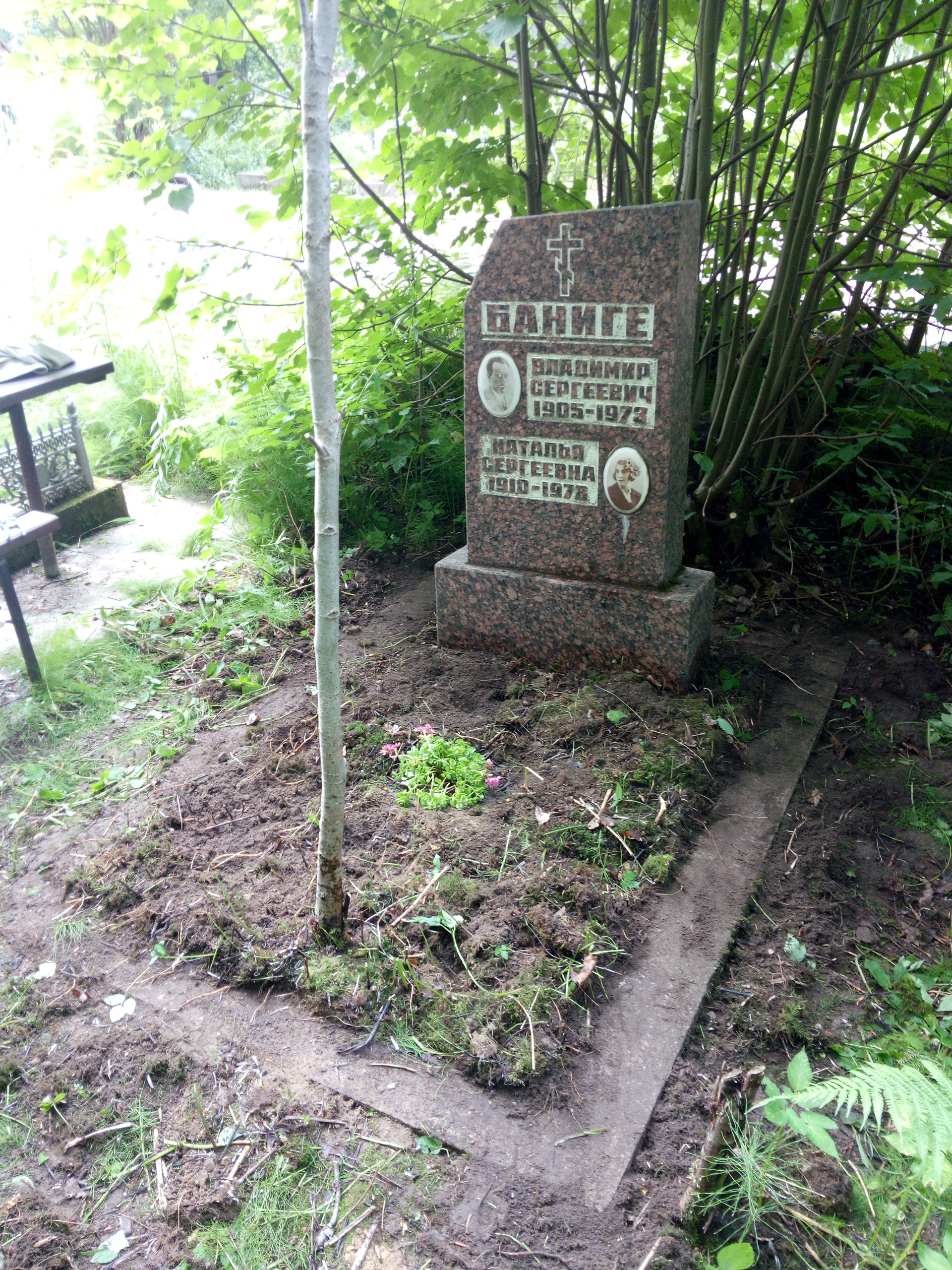
Фото могилы В. С. Баниге и его сестры (?) Н. С. Баниге на Северном кладбище в Санкт-Петербурге

## Книги
- Баниге В. С., Брюсова В. Г., Гнедовский Б. В., Щапов Н. Б. Ростов Ярославский. Путеводитель по архитектурным памятникам / Под ред. В. В. Косточкина. — Ярославское книжное издательство, 1957.
- Баниге В. С. Искусство ростовских строительных мастеров. Л., 1963.
- Баниге В. С. Восстановление Ростовского кремля. Ярославль, 1963.
- Баниге В., Перцев Н. Вологда. — М.: Искусство, 1970. — 168 с. — 50000 экз.
- Баниге В. С. Кремль Ростова Великого XVI—XVII века. — М. : Искусство, 1976. — 144 с. — 30000 экз.